# Listă de municipalități din statul Guanajuato

Statul Guanajuato în Mexic

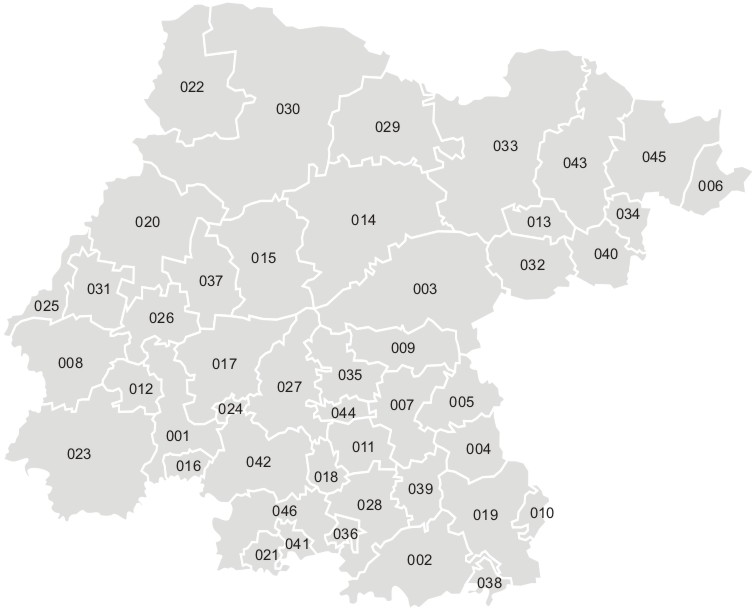
Municipalitățile statului Guanajuato

Statul mexican Guanajuato este împărțit în 46 municipalități (numite municipios), după cum urmează,
| Cod INEGI | Municipalitate                                | Reședința municipalității                          |
| --------- | --------------------------------------------- | -------------------------------------------------- |
| 001       | Abasolo                                       | Abasolo                                            |
| 002       | Acámbaro                                      | Acámbaro                                           |
| 003       | Allende                                       | San Miguel de Allende                              |
| 004       | Apaseo el Alto                                | Apaseo el Alto                                     |
| 005       | Apaseo el Grande                              | Apaseo el Grande                                   |
| 006       | Atarjea                                       | Atarjea                                            |
| 007       | Celaya                                        | Celaya                                             |
| 008       | Manuel Doblado                                | Ciudad Manuel Doblado                              |
| 009       | Comonfort                                     | Comonfort                                          |
| 010       | Coroneo                                       | Coroneo                                            |
| 011       | Cortazar                                      | Cortázar                                           |
| 012       | Cuerámaro                                     | Cuerámaro                                          |
| 013       | Doctor Mora                                   | Doctor Mora                                        |
| 014       | Dolores Hidalgo                               | Dolores Hidalgo, Cuna de la Independencia Nacional |
| 015       | Guanajuato                                    | Guanajuato                                         |
| 016       | Huanímaro                                     | Huanímaro                                          |
| 017       | Irapuato                                      | Irapuato                                           |
| 018       | Jaral del Progreso                            | Jaral del Progreso                                 |
| 019       | Jerécuaro                                     | Jerécuaro                                          |
| 020       | León                                          | León                                               |
| 021       | Moroleón                                      | Moroleón                                           |
| 022       | Ocampo                                        | Ocampo                                             |
| 023       | Pénjamo                                       | Pénjamo                                            |
| 024       | Pueblo Nuevo                                  | Pueblo Nuevo                                       |
| 025       | Purísima del Rincón                           | Purísima de Bustos                                 |
| 026       | Romita                                        | Romita                                             |
| 027       | Salamanca                                     | Salamanca                                          |
| 028       | Salvatierra                                   | Salvatierra                                        |
| 029       | San Diego de la Unión                         | San Diego de la Unión                              |
| 030       | San Felipe                                    | San Felipe                                         |
| 031       | San Francisco del Rincón                      | San Francisco del Rincón                           |
| 032       | San José Iturbide                             | San José Iturbide                                  |
| 033       | San Luis de la Paz                            | San Luis de la Paz                                 |
| 034       | Santa Catarina                                | Santa Catarina                                     |
| 035       | Municipalitatea Santa Cruz de Juventino Rosas | Santa Cruz de Juventino Rosas                      |
| 036       | Municipalitatea Santiago Maravatío            | Santiago Maravatío                                 |
| 037       | Municipalitatea Silao                         | Silao                                              |
| 038       | Municipalitatea Tarandacuao                   | Tarandacuao                                        |
| 039       | Municipalitatea Tarimoro                      | Tarimoro                                           |
| 040       | Tierra Blanca                                 | Tierra Blanca                                      |
| 041       | Municipalitatea Uriangato                     | Uriangato                                          |
| 042       | Municipalitatea Valle de Santiago             | Valle de Santiago                                  |
| 043       | Victoria                                      | Victoria                                           |
| 044       | Villagrán                                     | Villagrán                                          |
| 045       | Municipalitatea Xichú                         | Xichú                                              |
| 046       | Municipalitatea Yuriria                       | Yuriria                                            |